# Ephesia nigricans
Ephesia nigricans är en fjärilsart. Ephesia nigricans ingår i släktet Ephesia och familjen nattflyn. Inga underarter finns listade i Catalogue of Life.